# Wybory prezydenckie w Portugalii w 2016 roku
Wybory prezydenckie w Portugalii w 2016 roku odbyły się w niedzielę 24 stycznia 2016. W głosowaniu zwyciężył Marcelo Rebelo de Sousa, popierany przez ugrupowania centroprawicowe polityk i publicysta. Otrzymał 52% głosów, co skutkowało brakiem konieczności przeprowadzenia drugiej tury. Tym samym został wybrany na nowego prezydenta Portugalii na pięcioletnią kadencję. Urzędujący prezydent Aníbal Cavaco Silva z uwagi na pełnienie tej funkcji przez dwie kadencje z rzędu nie mógł ubiegać się o reelekcję. Frekwencja wyborcza wyniosła 48,66%.

## Kandydaci
Faworytem wyborów od początku był Marcelo Rebelo de Sousa, były minister i przewodniczący Partii Socjaldemokratycznej, a także popularny komentator polityczny i publicysta telewizyjny. Poza macierzystą PSD poparła go również Partia Ludowa. Partia Socjalistyczna nie wystawiła własnego kandydata. Jej liderzy poparli głównie pełniącą w przeszłości honorową funkcję przewodniczącej ugrupowania Marię de Belém oraz byłego rektora Uniwersytetu Lizbońskiego Antónia Sampaio da Nóvoę. Wśród pozostałych siedmiu kandydatów znaleźli się m.in. eurodeputowana Marisa Matias z Bloku Lewicy i poseł regionalnego parlamentu Madery Edgar Silva z Portugalskiej Partii Komunistycznej.

## Wyniki wyborów

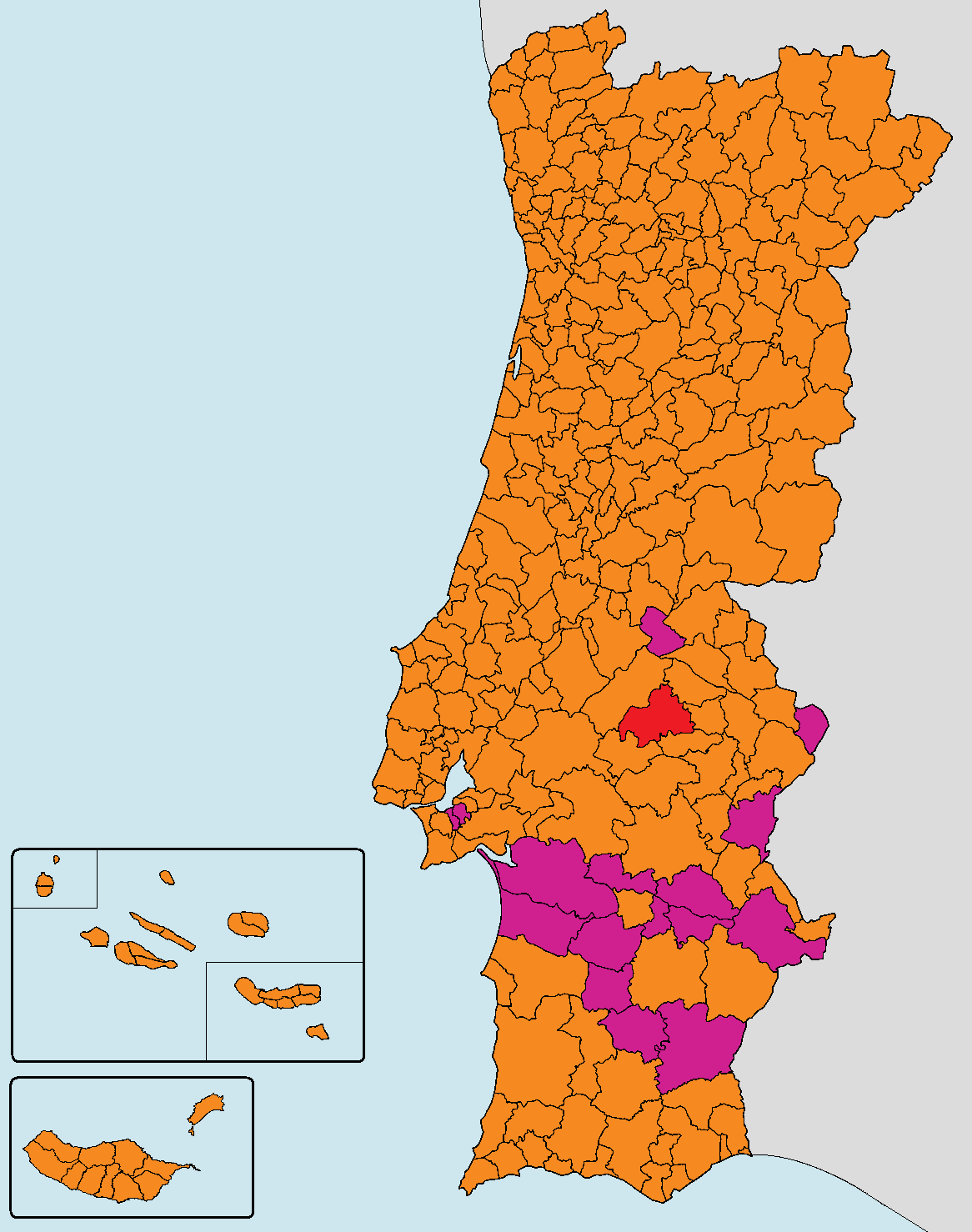
Zwycięzcy w poszczególnych gminach: pomarańczowy – Marcelo Rebelo de Sousa, purpurowy – António Sampaio da Nóvoa, czerwony – Edgar Silva

| Kandydat                 | Głosy (tys.) | %     |
| ------------------------ | ------------ | ----- |
| Marcelo Rebelo de Sousa  | 2414         | 52,0  |
| António Sampaio da Nóvoa | 1062         | 22,9  |
| Marisa Matias            | 470          | 10,11 |
| Maria de Belém Roseira   | 197          | 4,2   |
| Edgar Silva              | 183          | 3,9   |
| Vitorino Silva           | 152          | 3,3   |
| Paulo de Morais          | 100          | 2,2   |
| Henrique Neto            | 39           | 0,8   |
| Jorge Sequeira           | 14           | 0,3   |
| Cândido Ferreira         | 11           | 0,2   |
| Razem                    | 4745         | 100   |